# Schizomavella auriculata
Schizomavella auriculata är en mossdjursart som först beskrevs av Arthur Hill Hassall 1842.  Schizomavella auriculata ingår i släktet Schizomavella och familjen Bitectiporidae.

## Underarter
Arten delas in i följande underarter:
- S. a. asymetrica
- S. a. hirsuta
- S. a. inordinata
- S. a. leontiniensis
- S. a. lineata
- S. a. leontinensis
- S. a. biaviculifera